# Chiesa di Santa Caterina (Senales)
La chiesa di Santa Caterina è la parrocchiale patronale a Monte Santa Caterina (Katharinaberg), frazione di Senales (Schnals) in Alto Adige. Appartiene al decanato di Naturno della diocesi di Bolzano-Bressanone e risale al XV secolo.

## Descrizione
La chiesa è un monumento sottoposto a tutela col numero 16450 nella provincia autonoma di Bolzano.